# Crnogorsko primorje
Crnogorsko primorje (crnogor. ćiril. Црногорско приморје, eng. Montenegrin Littoral, njem. Montenegrinische Küste) je naziv za jadranski obalni pojas Crne Gore.
Obuhvaća teritorij ukupno 6 općina:
- Herceg Novi
- Kotor
- Tivat
- Budva
- Bar
- Ulcinj.

## Povijest
U novijoj crnogorskoj povijesti, nakon Dukljanskoga kraljevstva, Zetske i Crnojevića države koje su u svojem sastavu imale gradove i područja na jadranskoj obali, Crnogorci su 1797. (Budva i okolica) i 1813. (Boka kotorska) zakratko proširili svoju državu oslobođenjem dijela svojeg primorja.
U ratu 1876. – 1878. Kneževina Crna Gora oslobodila je primorske gradove Bar i Ulcinj, te su oni od međunarodnih sila priznati kao dio teritorija crnogorske države.
Tijekom Prvoga svjetskoga rata, nakratko je oslobođena i Budva, te dio Boke kotorske.

## Gospodarstvo
Temeljna gospodarska djelatnost je turizam, čiji je uzlet počeo 1960-ih a nakratko je prekinut katastrofalnim potresom 15. travnja 1979. godine.
Najveća trgovačka luka je u Baru

## Površina
Crnogorsko primorje zahvaća 2440 [[km2]] (oko šestinu Crne Gore). 

## Stanovništvo
Crnogorsko primorje prema popisu iz 2011. godine najgušće je naseljeni dio Crne Gore. 
Slijedi popis po brojnosti stanovništva općina: 
- Bar 42.048 stanovnika (6.78% ukupnog stanovništva Crne Gore)
- Herceg Novi 30.864 stanovnika (4.98%)
- Kotor 22.601 stanovnika (3.65%)
- Ulcinj 19.921 stanovnika (3.21%)
- Budva 19.218 stanovnika (3.10%)
- Tivat 14.031 stanovnika (2.26%).[2]

Popis o nacionalnom sastavu na području Crnogorskoga primorja:
- Crnogorci 57.401
- Srbi 45.483
- Albanci 16.931
- Hrvati 4.985
- Muslimani 4.457
- Bošnjaci 2.883, itd.[2]

## Zemljopis
- Budva
- Sveti Stefan
- Perast
- Ulcinj

U zaleđu Crnogorsko primorja proteže se lanac planina: Orjen, Lovćen, Sutorman i Rumija.
Obalu Crnogorskog primorja odlikuje slaba razvedenost. Nema velikih otoka.
Ukupna dužina plaža je 52 km. Najdulja je Velika plaža kod Ulcinja, oko 12 km.

## Vegetacija
Vegetacija je bujna, zimzelena.

## Promet
Duž čitavog Crnogorskog primorja, od Herceg Novog do Ulcinja, proteže se Jadranska magistrala.
Od Kotora vodi stari put uz lovćenske sepertine do Cetinja. 
Veza Budve i Podgorice je posebna magistrala preko Cetinja.
Postoji magistrala od Petrovca, Bara i Ulcinja, preko planine Rumije, do Podgorice.
Početkom 2000-ih pušten je u promet cestovni tunel Sozina koji je skratio put od Podgorice do Bara, Ulcinja i drugih naselja Crnogorskoga primorja.
Zračna luka je u Tivtu.
Kopnena veza je i željeznička pruga Bar – Sutomore – Podgorica – Kolašin – Mojkovac – Bijelo Polje (i dalje prema Republici Srbiji, opširnije Željeznička pruga Beograd – Bar).